# Alexandra Soumm
Alexandra Soumm   (Moscou, 17 de maig de 1989) és una violinista francesa.

## Biografia
Alexandra Soumm va créixer a França on va començar a estudiar violí als cinc anys amb el seu pare. Va créixer a Montpeller, i hi viu a París. Va donar el seu primer concert als set anys a Ucraïna, d'on és el seu pare. L'any 2000 va ingressar al Conservatori de Viena i a la Universitat de Música de Graz a la classe del gran pedagog Boris Kuschnir, també professor de Julian Rachlin, Nikolaj Znaider i Lorenzo Gatto.
L'any 2002, va guanyar el Gran Premi del Conservatori de Viena, que li va permetre ser convidada a actuar com a solista al Konzerthaus de Viena. Va continuar la seva carrera com a solista, actuant a Luxemburg, Eslovàquia i França, al Festival Radio-France de Montpeller.
L'any següent, va tocar al Théâtre du Châtelet de París, al Festival de Colmar i a Berlín amb l'Orquestra Nacional Russa dirigida per Vladimir Spivakov.
El 2004, va guanyar el primer premi al Concurs de Joves Músics d'Eurovisió a Lucerna. Després va rebre la Beca BSI Bank i la Beca Herbert von Karajan del Karajan Center de Viena.
El 2006, va debutar amb l'Orquestra Filharmònica d'Israel dirigida per Yoel Levi en el concert per a violí num. 1 de Paganini i va ser convidada l'any 2007 a tocar el Concert per a violí núm. 4 de Mozart i, el 2008, amb Rafael Frühbeck de Burgos en el concert d'aniversari pel seixanta aniversari de l'estat d'Israel. La col·laboració entre Alexandra Soumm i l'orquestra va continuar l'any 2011 durant una gira amb Herbert Blomstedt.
El gener de 2009, Soumm va debutar amb l'Orquestra de París dirigida per Neeme Järvi, interpretant el concert de Max Bruch a la Salle Pleyel. També ha actuat amb moltes orquestres importants de França, com l'Orquestra Nacional de Lió dirigida per Michel Plasson, l'Orquestra Nacional del Capitoli de Tolosa amb Tugan Sokhiev, l'Orquestra Nacional de Montpeller amb Juraj Valcuha, l'Orquestra Nacional d'Ile-de-France amb Enrique Mazzola i l'Orquestra Filharmònica de Niça amb Frédéric Lodéon.
Alexandra Soumm ha interpretat el Concert d'Aleksandr Glazunov amb la Royal Scottish National Orchestra sota la batuta d'Alexander Lazarev, així com amb l'Orquestra Filharmònica de Sant Petersburg amb Roberto Benzi i l'Orquestra Simfònica de Göteborg dirigida per John Storgårds, la Simfonia Espanyola d'Édouard Lalo amb l'Orquestra Simfònica de la Ràdio de Frankfurt dirigida per Lionel Bringuier, el concert de Beethoven núm. 4 amb els London Mozart Players, el concert de Mozart núm. 4 amb la orquestra de Cambra de Viena i el concert de Bach amb l'orquestra de Cambra del Festival de Verbier dirigida per Iuri Baixmet.
Alexandra Soumm és convidada regularment a actuar en festivals internacionals com el Festival de Verbier a Schleswig-Holstein, el Festival d'Estrasburg, el Festival de Saint-Denis, Mecklenburg-Vorpommern, el Festival Martha Argerich de Lugano, els Sommets Musicaux de Gstaad, el Festival de Dubrovnik, el Festival de Menton, el Festival de Música de Besançon, el Festival Ràdio França Occitània Montpeller i el Setembre Musical de Montreux, així com el Festival de Pasqua de Deauville.
Des que va ser nomenada «artista de la nova generació de la BBC» a l'inici de la temporada 2010-11, Alexandra ha treballat amb la majoria de les orquestres de la BBC al Regne Unit. També va interpretar el Concert per a violí de Txaikovski amb l'Orquestra Simfònica de Trondheim dirigida perThomas Sondergard, el Concert per a violí de Mendelssohn amb l'Orquestra de Cambra de Lausana amb Gilbert Varga.
La primavera de 2008, Alexandra Soumm va enregistrar els concerts de Paganini i Bruch per al segell Claves. El seu segon àlbum, format per les Sonates Grieg completes per a violí i piano, acompanyades per David Kadouch, va ser llançat el 2010. A la tardor de 2012, Alexandra Soumm va rebre el London Music Masters Award, que li va donar l'oportunitat de tocar amb l'Orquestra Filharmònica de Londres i col·laborar amb programes educatius a Anglaterra, en particular el Bridge Project.
El 2016, va ser considerada «una de les violinistes més grans de la seva generació». L'any 2012, amb només 23 anys, juntament amb dos amics músics, Alexandra va fundar l'entitat benèfica Esperanz'Arts, que té com a objectiu portar les arts a escoles, hospitals, presons i centres d'acollida per a persones sense llar.